# بيت الصباحي (الرضمة)

تعديل مصدري - تعديل

بيت الصباحي محلة تابعة لقرية دار العنب، التابعة لعزلة سودان بمديرية الرضمة إحدى مديريات محافظة إب في الجمهورية اليمنية.، بلغ تعداد سكانها 125 حسب تعداد اليمن لعام 2004.